# Incubus

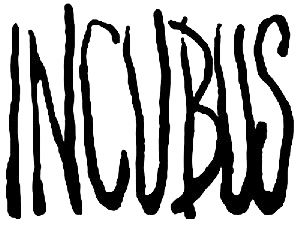
Logo zespołu

Incubus – amerykański zespół rockowy. Powstał w 1991 roku w Calabasas w stanie Kalifornia.

## Historia
Powstanie Incubusa jest związane z przyjaźniami z czasów szkolnych. Wokalista Brandon Boyd poznał perkusistę Jose Pasillasa w szkole podstawowej. W szkole średniej spotkali gitarzystę Mike'a Einzigera, a niedługo później basistę Alexa Katunicha. Wkrótce powstał Incubus i zaczęli grać na imprezach w okolicach Los Angeles. W 1995 do zespołu dołączył DJ Lyfe, czyli Gavin Koppel.
W 1997 pod okiem producenta Jima Wirta nagrali swoją pierwszą EP Enjoy Incubus. W tym samym roku powstał pierwszy ich album S.C.I.E.N.C.E..
Zauważono potencjał zespołu, co przełożyło się na występy w Europie wraz z Kornem, jednak prawdziwa kariera była dopiero przed nimi. W 1999 wydano przełomowy album Make Yourself z przebojami "Pardon Me", "Stellar", "Drive", który pokrył się podwójną platyną, a w 2001 Morning View, który radził sobie równie dobrze debiutując na 2. miejscu listy Billboardu. 
Po trzech latach przerwy, w 2004 nagrano kolejny album A Crow Left of the Murder..., z którego pochodzi utwór "Megalomaniac", a pod koniec 2006 światło dzienne ujrzała płyta Light Grenades.
16 czerwca 2009 ukazała się płyta Monuments And Melodies – kompilacja hitów, niewydanych utworów i 5 nowych kawałków na 2 CD-kach, łącznie 26 piosenek. Black Heart Inertia jest pierwszym singlem z tej płyty.
W 2023 roku z zespołu odszedł Ben Kenney i zastąpiła go Nicole Row, która jest pierwszą kobietą w historii zespołu.

## Skład
- Brandon Boyd – śpiew (od 1991)
- Mike Einziger – gitara (od 1991)
- Jose Pasillas – perkusja (od 1991)
- Chris Kilmore – turntablizm, instrumenty klawiszowe, efekty dźwiękowe (od 1998)
- Nicole Row - gitara basowa (od 2023)

### Dawni członkowie
- Dirk Lance – gitara basowa (1991-2003)
- Gavin Koppell – turntablizm, klawisze (1995-1998)
- Ben Kenney – gitara basowa (2003-2023)

## Dyskografia

### Albumy
- Fungus Amongus (1995)
- S.C.I.E.N.C.E. (1997)
- Make Yourself (1999)
- Morning View (2001)
- A Crow Left of the Murder... (2004)
- Light Grenades (2006)
- Monuments And Melodies (2009)
- If Not Now, When? (2011)
- 8 (2017)

### EP
- Enjoy Incubus (1997)
- When Incubus Attacks Volume 1 (2000)
- Trust Fall (Side A) (2016)

### Albumy koncertowe
- Live at Lollapalooza 2003 (2003)
- Live in Japan 2004 (2004)
- Live in Sweden 2004 (2004)
- Live in Malaysia 2004 (2004)

### DVD
- When Incubus Attacks Volume 2 (2001)
- Morning View Sessions (2002)
- Alive at Red Rocks (2004)
- Look Alive (2007)

### Single
- "A Certain Shade of Green" (1997)
- "New Skin" (1997)
- "Pardon Me" (1999)
- "Stellar" (2000)
- "Drive" (2001)
- "Wish You Were Here" (2001)
- "Warning" (2002)
- "Nice to Know You" (2002)
- "Are You In?" (2002)
- "Circles" (2002)
- "Megalomaniac" (2004)
- "Talk Shows on Mute" (2004)
- "Sick Sad Little World" (2004)
- "Agoraphobia" (2004)
- "Make a Move" (2005)
- "Anna-Molly" (2006)
- "Dig" (2006)
- "Love Hurts" (2007)
- "Oil and Water" (2007)
- "Black Heart Inertia" (2009)
- "Adolescents" (2011)
- "Into The Summer" (2019)